# Rainald Grebe

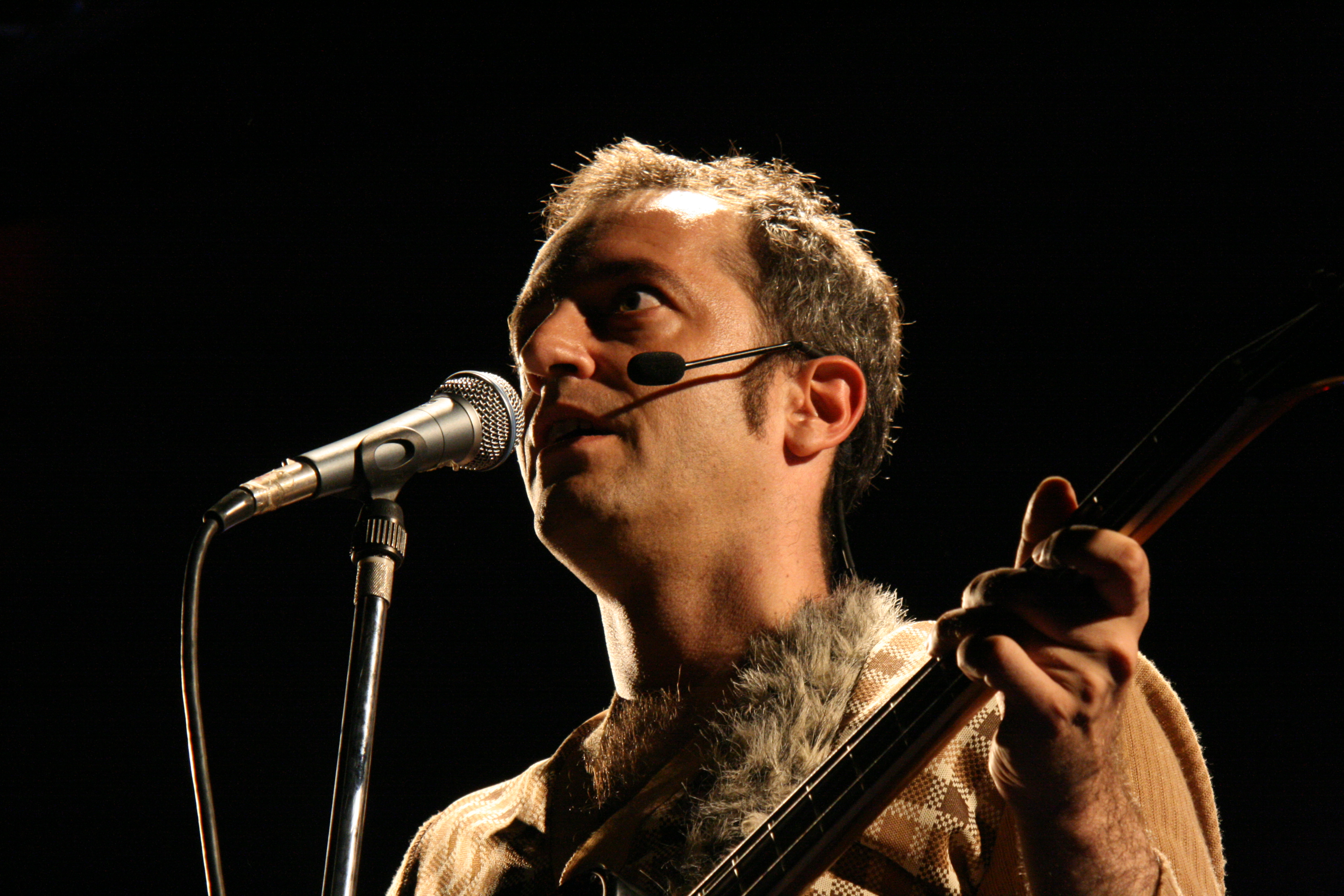
Rainald Grebe 2008

Rainald Grebe (* 14. April 1971 in Köln) ist ein deutscher Liedermacher, Schauspieler, Kabarettist, Theaterregisseur und Autor.

## Leben
Rainald Grebe wuchs in einer evangelisch-bürgerlichen Familie in Frechen bei Köln auf. Sein Vater Werner Grebe war Professor für Bibliothekswesen, seine Mutter Englisch- und Französischlehrerin am Gymnasium der Stadt Frechen.

### Ausbildung
Nach dem Abitur am Gymnasium der Stadt Frechen im Juni 1990 leistete Grebe seinen Zivildienst in einer psychiatrischen Klinik der Von Bodelschwinghschen Stiftungen Bethel ab – eine Zeit, die er später in seinem Stück Gilead festhalten sollte. Im Anschluss begab er sich nach Berlin mit der Absicht, Straßenkünstler zu werden, was er allerdings bereits nach dem ersten Auftritt ernüchtert wieder aufgab. Ab dem Wintersemester 1993 studierte er an der Hochschule für Schauspielkunst „Ernst Busch“ Berlin. 1997 schloss er das Studium mit einem Diplom im Fach Puppenspiel ab und arbeitete 1999 als Puppenspieler am Puppentheater Halle. Im Jahr 2000 nahm er den Beruf des Dramaturgen, Schauspielers und Regisseurs am Theaterhaus in Jena auf.

### Karriere als Künstler
Thomas Hermanns produzierte 2002 mit Grebe eine eigene Varietéshow namens Immer wieder sonntags im Hamburger Schauspielhaus. Seither trat Grebe regelmäßig in Fernsehsendungen wie dem Quatsch Comedy Club in Berlin oder der Comedysendung Nightwash auf. Währenddessen fand im Theatercafé Jena oft Die Falkenhorst-Show von und mit Rainald Grebe und Gästen statt. Das Programm wurde später unter dem Namen Cinehorst ins „Kassablanca“ verlegt, wo Schauspieler unter Moderation von Grebe „Live-Kino“ vorführten.
2004 erschien sein erstes Album Das Abschiedskonzert auf zwei CDs mit Liedern, in denen Grebe allein mit Klavier und Gesang auf zum Teil bizarre Art meist alltägliche Themen behandelt. Im Januar 2007 fand die Premiere seines zweiten Solo-Programms Das Robinson-Crusoe-Konzert im Theater der Berliner Wühlmäuse statt. 2005 tourte Grebe zudem mit der Berliner Kapelle der Versöhnung, bestehend aus Martin Brauer (Schlagzeug) und Marcus Baumgart (Gitarre). 2008/09 traten Grebe und die Kapelle der Versöhnung mit dem Programm Alle reden vom Wetter – Die Klimarevue im Leipziger Centraltheater auf. Außerhalb seiner regulären Programme war Grebe Autor und Regisseur einer zweistündigen Revue, die die Gefahren des Klimawandels thematisierte. Dort kamen sämtliche Mitglieder der Kapelle der Versöhnung als Sänger zum Einsatz.
Mit seinem dritten Solo-Programm Das Hongkongkonzert war Grebe 2009 auf Tour. Der Name entstand anlässlich eines im Hotel InterContinental Grand Stanford in Hongkong abgehaltenen Auftritts vor deutschen Geschäftsleuten.
Am Centraltheater in Leipzig hatte am 16. Dezember 2009 Grebes neues Theaterstück Die Karl-May-Festspiele Leipzig Premiere. Für die Darstellung der Indianer kamen dabei 20 Laiendarsteller zum Einsatz. Am 21. Januar 2010 stellte Grebe am Maxim-Gorki-Theater in Berlin unter Mitwirkung einiger Schauspieler des Ensembles seine neue Produktion Zurück zur Natur. Ein Konzert für Städtebewohner vor. 2010 erweiterte Grebe die Kapelle der Versöhnung durch weitere Musiker, darunter Buddy Casino und ein Streichquartett, zum Orchester der Versöhnung. Das Stück Die WildeWeiteWeltSchau hatte am 27. Januar 2011 am Leipziger Centraltheater Premiere. Am 18. Juni 2011 spielte Grebe in der Berliner Waldbühne vor 15.000 Besuchern ein dreistündiges Konzert mit dem Waldbühnenorchester, bestehend aus dem Orchester der Versöhnung und Gästen, darunter die ehemalige Bolschewistische Kurkapelle schwarz-rot.
Am 31. August 2011 hatte Grebes Stück Völker schaut auf diese Stadt – Berlin wählt und Rainald Grebe kann sich nicht entscheiden am Maxim-Gorki-Theater in Berlin Premiere. Im Vorfeld der Wahl zum Abgeordnetenhaus von Berlin 2011 hatte Grebe im Wahlkampf Kandidaten, Werber, Bürgerinitiativen und Bürger getroffen und daraus ein Stück geschrieben. Von 2012 bis 2014 war Grebe mit seinem Soloprogramm Das Rainald Grebe Konzert auf Tour. Die Premiere fand am 9. Januar 2012 im Theater Die Wühlmäuse in Berlin statt. 2013 unterschrieb Grebe am Schauspielhaus Hannover einen Vertrag für drei Jahre. Er inszenierte dort unter dem Titel Das Anadigi Ding ein Projekt zum digitalen Leben als theatrale Langzeitstudie.
Am 9. Dezember 2014 trat Grebe in der Sendung Die Anstalt auf und behandelte die Themen Sanifair und Monsanto. Am 20. Juni 2015 führte er in der Berliner Wuhlheide sein einmaliges Programm Halleluja Wuhlheide auf. Das fünfstündige Konzert auf der Parkbühne Wuhlheide wurde am 12. September 2015 bei 3sat als gekürzter Mitschnitt gezeigt. An dem Projekt wirkten Thomas Quasthoff, Gotthilf Fischer, Olaf Schubert, Buddy Casino und weitere 200 Statisten in verschiedenen Rollen mit.
Im Dezember 2015 wurde an zwei Tagen die BrandenburgSchau für den RBB in Frankfurt (Oder) aufgezeichnet. Diese Sendung wurde am 23. Januar 2016 als Zusammenschnitt ausgestrahlt. Mitwirkende waren die Punkband Die Bockwurschtbude, der Politiker Martin Patzelt, der Aktionskünstler Michael Kurzwelly und die Schauspielerin Maria Simon. Im Theater Neumarkt in Zürich führte Grebe unter anderem mit Valeri Scherstjanoi am 24./25. Juni 2016 das Programm Dada Berlin auf. Am 21. Oktober 2016 spielte er in Köln die Premiere seines Solo-Programms Das Elfenbeinkonzert, mit dem er danach durch Deutschland tourte. Am 14. Januar 2018 inszenierte er an der Schaubühne in Berlin fontane.200 und gab dabei Einblicke in die Vorbereitungen des Jubiläums des zweihundertsten Geburtstags Theodor Fontanes im Jahr 2019 auf einer „Wanderung durch die Sandflächen, Sumpflandschaften, Kleinstädte und Dörfer der Mark Brandenburg“.
Grebe trat mehrfach im Rahmen des 3SAT-Festivals in Mainz auf, zuletzt im September 2023 mit seiner Band.
Ab Mai 2024 war Grebe mit dem "Das Foreveryoung Konzert" solo unterwegs. Ab Juni bis Oktober 2024 trat er mit der Kapelle der Versöhnung mit dem Programm "Die Band" auf. Die weiteren Touren wurden krankheitsbedingt am 24. Oktober 2024 bis auf Weiteres abgesagt.

### Persönliches
Grebe lebt in Berlin und in der Uckermark: „Früher habe ich mich noch über ältere Kabarettisten gewundert, wenn sie über ihre Häuser auf dem Lande erzählten[,] und habe Witze darüber gerissen. Jetzt hat mich das Schicksal ereilt. Jeder Mensch braucht einen Ort, an den er immer wieder zurückkehren möchte.“ Er ist liiert und hat eine Tochter.
Am 26. März 2017 erlitt Grebe in der Pause eines Konzerts im Düsseldorfer Zentrum für Aktion, Kultur und Kommunikation einen ischämischen Schlaganfall, der ihn zu einer mehrmonatigen Pause zwang. Im Jahr 2021 machte er öffentlich, dass er an Vaskulitis erkrankt ist. Anfang 2022 erlitt er einen weiteren Schlaganfall. Inzwischen hatte er mindestens 17 Schlaganfälle (Stand: Oktober 2024).

## Rezeption

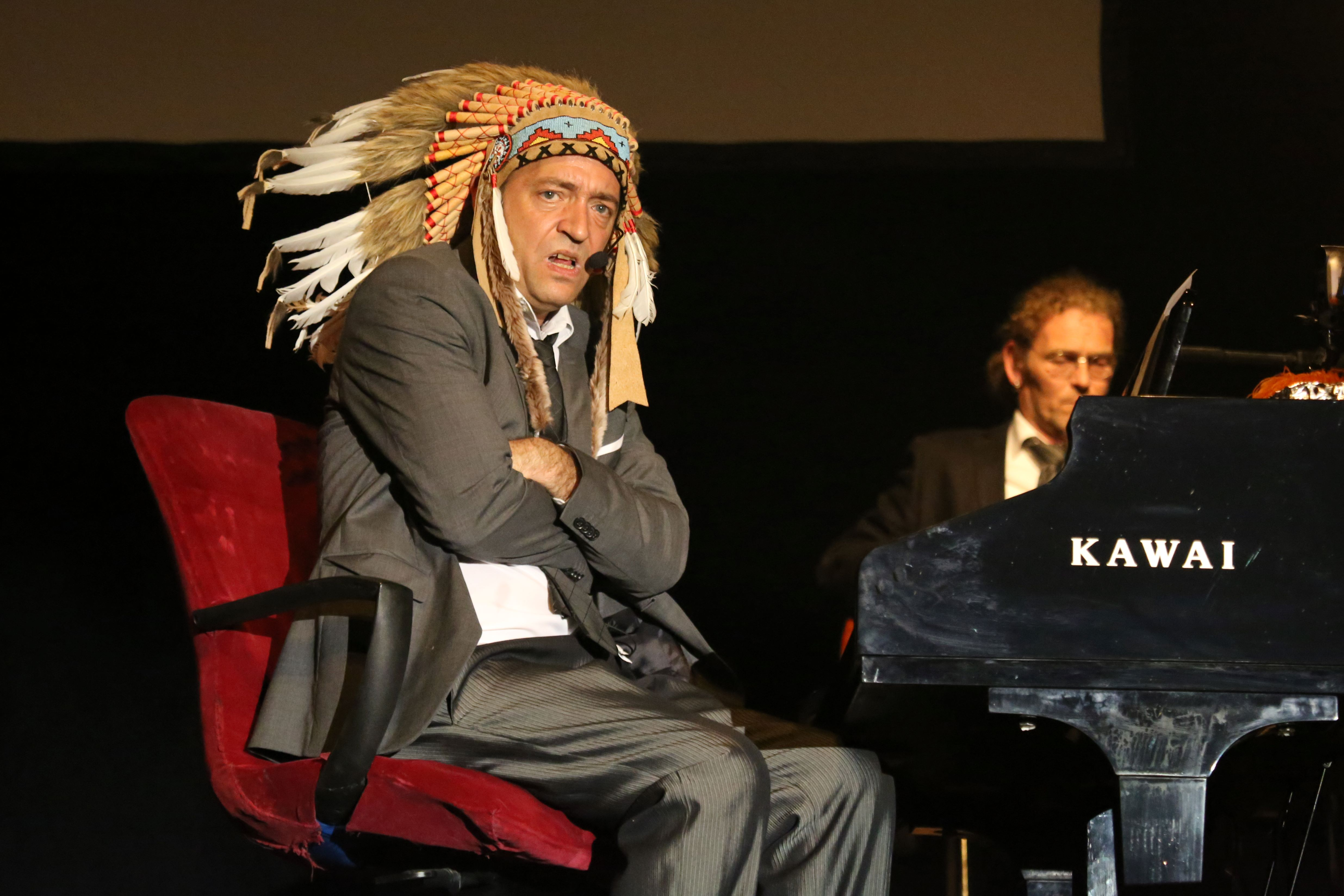
Grebe beim Zelt-Musik-Festival 2014

Die Popularität des Kabarettisten Grebe wurde zwischen Bodo Wartke und Gerhard Polt eingeordnet. Seine „komplexen und um gesellschaftliche Relevanz bemühten Lieder“ werden als in einer Traditionslinie mit Bertolt Brecht, Wolf Biermann oder Franz-Josef Degenhardt beschrieben. Bei Grebe „nimmt die Vergangenheit den größten Raum ein, die Gegenwart entpuppt sich dort, wo sie modern scheint, als umso rückwärtsgewandter, und eine Zukunft ist im wahrsten Sinne ‚u-topisch = raumlos‘.“
Grebe wurde wiederholt dafür kritisiert, bei Auftritten gelegentlich einen indianischen Federschmuck zu tragen. „Ich wurde als Rassist beschimpft, weil es ein Symbol einer unterdrückten Bevölkerung ist“, sagte er 2020. Grebe verteidigte das Tragen des Indianerschmucks in verschiedenen Interviews, 2023 kündigte er aber an, künftig keinen Federschmuck mehr zu tragen.
Bekannt sind Grebes Bundeslandhymnen, insbesondere die Lieder Thüringen (2004) und Brandenburg (2005) und Doreen aus Mecklenburg (2007).

## Werke

### Alben
Solo
- 2001: Solo
- 2004: Das Abschiedskonzert (Live-Doppelalbum) (25. Oktober 2004)
- 2007: Das Robinson Crusoe Konzert (Live-Album) (14. September 2007)
- 2009: Das Hongkongkonzert (Live-Album) (28. August 2009)
- 2012: Das Rainald Grebe Konzert (Studio-Album) (12. Oktober 2012)
- 2017: Das Elfenbeinkonzert (Live-Album) (10. März 2017)
- 2021: Popmusik (Studio-Album) (5. Februar 2021)

mit Band
- 2005: Rainald Grebe & die Kapelle der Versöhnung (18. November 2005)
- 2007: Volksmusik (mit der „Kapelle der Versöhnung“) (11. Mai 2007)
- 2008: 1968 (mit der „Kapelle der Versöhnung“) (Live-Album) (26. September 2008)
- 2011: Rainald Grebe & das Orchester der Versöhnung (4. Februar 2011)
- 2011: Zurück zur Natur (mit der „Kapelle der Versöhnung“) (2. September 2011)
- 2014: Berliner Republik (mit dem „Orchester der Versöhnung“) (Live-Album) (4. April 2014)
- 2019: Albanien (mit der „Kapelle der Versöhnung“) (19. Juli 2019)

### (Hör-)Bücher
- Die Vogelwelt von Frechen. Selbstverlag, Frechen 1983, ohne ISBN.[38]
- Global Fish. Roman. S. Fischer, Frankfurt am Main 2006, ISBN 978-3-596-16916-0.
- Global Fish. Hörspiel in 7 Wellen. (Hörbuch, 6 CDs). Versöhnungsrecords ElfenArt, Stadthagen 2007, ISBN 978-3-9811597-2-1.
- Das grüne Herz Deutschlands. Mein Gesangbuch. S. Fischer, Frankfurt am Main 2007, ISBN 978-3-596-17536-9.
- Rheinland Grapefruit. Mein Leben. Mit Zeichnungen von Chrigel Farner. Voland & Quist, Berlin und Dresden 2021, ISBN 978-3-86391-314-4.

### Hörspiel
- Fallada. Ein Leben im Rausch Dreiteiliges Hörspiel zusammen mit Tilla Kratochwil, Komposition: Steffen Schleiermacher, Regie: Ulrich Lampen, Produktion: RBB Kultur 2022
- Ach Sisi – Was ist denn eigentlich geschehen? Hörspiel, Produktion: WDR / ORF 2023[39]

### Videoalben
- Live im Admiralspalast – Die besten Lieder meines Lebens (16. April 2010)

### Sonstiges
- Die Lieder der Falkenhorst-Show
- Bin in Jena (Kurzfilm)
- Anfang der Selbstfindung und Anfang des Wahnsinns (Kurzfilme im Rahmen des Projekts Apartment666.com vom Schauspiel Frankfurt)[40]
- Regisseur im Staatsschauspiel Dresden mit unter anderem: „Circus Sarrasani“, „The greatest show on earth“, „Einmeterfünfzig“ und „Baron Münchhausen“[41]

## Auszeichnungen
- 2001: Ostdeutscher Kabarett-Preis der Leipziger Lachmesse[42]
- 2003: Prix Pantheon: Jurypreis Frühreif & Verdorben
- 2004: Das große Kleinkunstfestival: Publikums- und Jurypreis
- 2004: Der Wesemann – Preis für Ereignisproduzenten, Berlin
- 2005: Cabinet-Preis in der Kategorie Chanson, Leipzig
- 2005: Preis für junge Songpoeten der Hanns-Seidel-Stiftung, München
- 2006: Deutscher Kleinkunstpreis: Förderpreis der Stadt Mainz
- 2008: Salzburger Stier: Radio-Kabarettpreis[43]
- 2008: Der Titel 1968 war im November 2008 Sieger der Liederbestenliste[44]
- 2009: Bayerischer Kabarettpreis: Musikpreis[45]
- 2011: 39. Deutscher Kleinkunstpreis in der Sparte Chanson/Musik/Lied
- 2012: Deutscher Kabarett-Preis[46]
- 2014: Ruth (Musikpreis)[47]
- 2023: Göttinger Elch[48]
- 2023: Berlinpreis der Berliner Kabarett-Bühne Die Wühlmäuse im Rahmen der Veranstaltung Das große Kleinkunstfestival[49]
- 2024: Sondermann-Preis für Komische Kunst[50]

## Klage gegen gebührenpflichtige Autobahntoiletten
Im November 2017 berichtete die Presse bundesweit über eine Klage Grebes gegen das Land Rheinland-Pfalz wegen der Toilettengebühr auf Autobahnraststätten (Sanifair-Konzept). Die Gaststättenverordnung Rheinland-Pfalz sehe eine kostenlose Nutzung für Gäste vor. Grebe, der in seinen Programmen und Liedern mehrmals auf das Bezahlsystem angespielt hatte, kündigte diese Klage zuvor in der ZDF-Sendung Die Anstalt an.
Das Verwaltungsgericht Koblenz wies die Klage jedoch mit Urteil vom 17. November 2017 ab. Für den Bereich der Bundesfernstraßen und deren Nebenanlagen sei die Gaststättenverordnung nicht unmittelbar anwendbar. Zudem stünden in Rheinland-Pfalz an 43 unbewirtschafteten Rastanlagen kostenfreie Toiletten zur Verfügung. Mit Beschluss vom 24. Juli 2018 bestätigte das Oberverwaltungsgericht Rheinland-Pfalz diese Entscheidung.